# Toxicodendron succedaneum
Toxicodendron succedaneum är en sumakväxtart som först beskrevs av Carl von Linné, och fick sitt nu gällande namn av Carl Ernst Otto Kuntze. Toxicodendron succedaneum ingår i släktet Toxicodendron och familjen sumakväxter.

## Underarter
Arten delas in i följande underarter:
- T. s. dumourtieri
- T. s. kiangsiense
- T. s. microphyllum
- T. s. trichorachis